# 7/27
7/27 (Seven Twenty Seven) (en español: Siete 
Veintisiete) es el segundo álbum de estudio del grupo femenino estadounidense Fifth Harmony. Fue lanzado el 27 de mayo de 2016, por Syco Music y Epic Records. El álbum cuenta con la colaboración de Ty Dolla Sign, Fetty Wap, y Missy Elliott.
Durante la primera semana finalizada el álbum debutó en el puesto #4 de la lista Billboard 200 con 84 000 unidades las cuales incluyeron 59 000 copias en ventas tradicionales. Debutó en el top diez de quince países, alcanzando el número uno en España y Brasil. Recibió críticas generalmente positivas. El primer sencillo del álbum, "Work From Home", fue lanzado el 26 de febrero de 2016, y ha alcanzado su punto máximo llegando al número 4 en el Billboard Hot 100 , convirtiéndose en su sencillo más alto en las listas en los EE. UU. "The Life" y "Write On Me" fueron lanzados como sencillos promocionales del álbum, este último con vídeo incluido. 7/27 fue certificado Platino en Estados Unidos por la Recording Industry Association of America (RIAA) por las unidades equivalentes de 1 000 000.
En junio de 2016, Fifth Harmony se embarcó en el The 7/27 Tour para promocionar el álbum.

## Antecedentes
En una entrevista con Billboard, Cabello es citada diciendo, "Estamos a punto de empezar a grabar nuestro nuevo álbum pasado mañana". La entrevista fue subida el 21 de septiembre, varios días después del 2015 iHeartRadio Music Festival, donde Cabello habló con la revista. En una entrevista con Spin, Dinah Jane dijo que 7/27 es "un lado de Fifth Harmony que nadie ha visto realmente, al principio, estábamos super felices. Nuestro primer disco fue muy nervioso. Esta vez, estamos mostrando que Fifth Harmony realmente está detrás de puertas cerradas." El título y la portada del álbum se dieron a conocer en 25 de febrero, en la página de Instagram oficial del grupo, con la siguiente leyenda: "Sabemos que ha habido mucho de que hablar, pero queríamos que oyeran esto de nosotras ... Nuestro nuevo disco 7/27 estará llegando el 20 de mayo." El título del álbum se refiere al día se formó el grupo en The X Factor. Fue lanzado el 27 de mayo, después de que el grupo decidió cambiar la fecha de lanzamiento para esta fecha pero, los usuarios que cuentan con Apple Music pudieron escucharlo el día 20.

## Escritura y composición
En declaraciones a Billboard, Jauregui dijo que el grupo quiere hacer que el álbum suene un "un poco más espiritual." También dijo que quieren apuntar más hacia un sonido de R & B. De acuerdo con Hansen, sus canciones favoritas de su álbum de debut fueron 'Reflection' y 'Going Nowhere', que inspiró su R & B y la dirección del alma para este álbum. A diferencia de Reflection y Going Nowhere, en el que el grupo tenía unos créditos de la composición, Jauregui dice que habrá mayor participación de las cinco chicas en el álbum, líricamente. Jauregui y Hansen insistieron en que los productores metieran al álbum el sencillo "No way" el cual fue escrito por Jauregui y Victoria Mónet.

## Sencillos y promoción
Después de anunciar su portada del álbum de 7/27, Fifth Harmony, lanzó su nuevo sencillo "Work From Home", que se realizó por primera vez en la feria anual del post-Oscar, transmitido por Live! with Kelly and Michael. El 24 de marzo de 2016 se presentaron en Jimmy Kimmel Live! recreando el set del vídeo musical y usando los mismos vestuarios. El nombre de cada canción del álbum se fue liberando por hora a través de la página de Instagram del grupo el 28 de abril.
"That's My Girl" forma parte de la promo oficial del equipo femenino de gimnasia de Estados Unidos en los Juegos Olímpicos de Río 2016.

### Sencillos
El 26 de febrero de 2016, Fifth Harmony estrenó el primer sencillo del álbum, "Work from Home", que fue escrito por Joshua Coleman, Jude Demorest, Dallas Koehlke, Tyrone Griffin, Jr., Alexander Izquierdo y Brian Lee. El vídeo musical, dirigido por el director X, fue lanzado en el mismo día de la fecha de lanzamiento oficial. Cuenta con las voces y la aparición del artista de R & B y de hip hop, Ty Dolla $ign. La canción debutó en el puesto 12 en el Billboard Hot 100 y hasta el momento llegó a alcanzar el punto máximo # 4. A finales de mayo, Fifth Harmony anunció que el segundo sencillo sería All in My Head (Flex) ft. Fetty Wap, el cual fue presentado en una encore performance luego de los BBMAs 2016.El día 23 de junio de 2016 se liberó el vídeo musical de la canción a través del canal de Youtube del grupo. La canción debutó en el número 78 en los EE. UU. Billboard Hot 100 y alcanzó su punto máximo llegando al #24. El tercer sencillo del grupo es "That's My Girl" que se estrenó el 19 de septiembre y se envió a las radios pop de Estados Unidos el 26 de septiembre, en él se muestra a la banda como "salvadoras de la humanidad" en una pequeña ciudad en caos.

### Sencillos promocionales
"The Life" fue lanzado como el primer sencillo promocional el 24 de marzo de 2016. Este debutó en el puesto número 97 en Reino Unido y en el puesto número 1 en el Billboard Bubbling Under Hot 100. El segundo Sencillo para continuar con la promoción del álbum fue "Write On Me" lanzado el 5 de mayo de 2016. El vídeo musical de la canción fue publicado el 6 de mayo mediante el canal de Youtube del grupo.

## Recepción crítica
7/27 recibió comentarios generalmente favorables de parte de los críticos de música. Según Metacritic el álbum recibió una puntuación de 70/100 basados en 7 opiniones.
Matt Collar de AllMusic dio críticas positivas llamándolo "Una producción sofisticada que encuentra al grupo femenino haciendo una transición de ingenuas y temerarias que terminó en tercer lugar en The X Factor a divas del pop fiables y maduras" El indica que " Aunque 7/27 no es tan suelto o divertido como uno podría esperar, Fifth Harmony demuestra que puede compensar fanfarronería juvenil con la sofisticación adulta." Nolan Feeney de Entertainment Weekly mencionó que el álbum es "Profundo, vulnerable, personal. Estos fueron algunos de los objetivos declarados por el quinteto para 7/27. Eso no es mal visto de cualquier manera." Maura Johnston de Boston Globe escribió: "La potencia del grupo siempre ha provenido de su habilidad de formar una enorme unidad de desenvolvimiento, y la llena de vida, 7/27 no tiene escasez liricamente ni musicalmente." Lewis Corner de Digital Spy observa que "Mientras que el álbum debut 'Reflection' fue una mezcla en términos de estilos, ' 7/27' es una colección inteligentemente estructurada. El número de canciones de ritmos energéticos sobresalen en confianza , mientras que las pistas lentas difícilmente restan la energía del disco. Hay descaro, hay vulnerabilidad, hay sensualidad.Se basa en todas las emociones que un gran álbum pop imparte." Christopher R. Weingarten de Rolling Stone opina que el Álbum "No es un gran paso hacia adelante, pero si es un bombardeo constante de ganchos, de alta energía y armonía increíble que no hay mucho tiempo para recuperar el aliento y comparar."

## Rendimiento comercial
En Japón, el álbum debutó en el número 20 en la lista de álbumes de Oricon, vendiendo 3.300 copias en 3 días siendo el primer álbum del grupo en debutar en Japón, una semana después el álbum se posicionó en el número 1 de la lista siendo el primer grupo occidental en alcanzar dicha posición. 
En Estados Unidos, durante la primera semana finalizada el álbum debutó en el puesto número 4 de la lista Billboard 200 con 74.000 unidades las cuales incluyeron (49.000 copias en ventas tradicionales). Otorgando al grupo su punto máximo alcanzado, 7/27 convierte a Fifth Harmony en el único grupo femenino que debuta dos álbumes en el top 5 Billboard 200. Alcanzó el número 1 en España y Brasil. El álbum fue certificado oro en Brasil en sus primeras 24 horas de lanzamiento, días después fue certificado platino por vender 40.000 unidades, en septiembre de 2016 el álbum ha sido certificado oro en Polonia por vender 10 000 copias y en Estados Unidos por vender más de 500 000 unidades equivalentes.

## Tour
El grupo se embarcó en su primer tour mundial, el The 7/27 Tour, el cual empezó en junio de 2016 en América del Sur. ￼￼A partir del 27 de julio del 2016 la gira continuó por América del Norte. 7/27 Tour siguió su recorrido por Europa desde el 4 de octubre, siendo esta la gira más extensa del grupo.

## Lista de canciones
- Edición estándar

| 7/27 – Standard edition |                                           | |                                |          |  |
| N.º                     | Título                                    | Escritor(es) | Productor(es)                  | Duración |  |
| 1.                      | «That's My Girl»                          | Tinashe · Lukas Hilbert · Alexander Kronlundb · Lauren Jauregui | Hilbert · Kronlund             | 3:24     |  |
| 2.                      | «Work from Home» (con Ty Dolla Sign)      | Tyrone Griffin Jr. · Joshua Coleman · Alexander Izquierdo · Jude Demorest · Dallas Koehlke · Brian Lee · Lauren Jauregui · Dinah Jane                                                                                            | Coleman · Koehlke              | 3:34     |  |
| 3.                      | «The Life»                                | Tinashe · Hilbert · Alex Purple · Normani Kordei | Hilbert                        | 3:21     |  |
| 4.                      | «Write On Me»                             | Mikkel Eriksen · Tor Erik Hermansen · Kyrre Gørvell-Dahll · Priscilla Renea Hamilton ·Simon Wilcox· Ally Brooke | Stargate · Kygo                | 3:40     |  |
| 5.                      | «I Lied»                                  | Swift ·James Wong · Oliver Peterhof · Izquierdo · Jordan Johnson · Marcus Lomax · Stefan Johnson · Clarence Coffee Jr. Lauren Jauregui · Normani Kordei                                                                          | The Monsters and the Strangerz | 3:24     |  |
| 6.                      | «All in My Head (Flex)» (con Fetty Wap)   | Julia Michaels · Fetty Wap · Sir Nolan · Benny Blanco · Stargate · Brian García · Daystar Peterson · Mad Cobra · Specialist · Herbert Harris · Richard Foulks · Brian Thompson · Leroy Romans · Sly · Handel Tucker · Dinah Jane | Stargate · García · Nolan ·    | 3:31     |  |
| 7.                      | «Squeeze»                                 | Swift · Renea · Wilcox · Nolan · Stargate · Kyrre Gørvell-Dahll. · Ally Brooke | Stargate · Kygo                | 3:33     |  |
| 8.                      | «Gonna Get Better»                        | Worl'Boss · TJ · Mario Dunwell · Ally Brooke · Normani Kordei | Stargate                       | 3:37     |  |
| 9.                      | «Scared of Happy»                         | Tinashe · Cash Low · Stargate · BloodPop · Lauren Jauregui · Dinah Jane | Stargate · BloodPop            | 3:23     |  |
| 10.                     | «Not That Kinda Girl» (con Missy Elliott) | Missy Elliott · Negin Djafari · Jared Cotter · Aaron Pearce · Normani Kordei | Pearce                         | 3:11     |  |
| 34:33                   |                                           | |                                |          |  |

- Edición de lujo

| 7/27 — Edición de lujo |          |                                                             |               |          |  |
| N.º                    | Título   | Escritor(es)                                                | Productor(es) | Duración |  |
| 11.                    | «Dope»   | Jack Antonoff · Michaels · Justin Tranter · Lauren Jauregui | Tommy Brown   | 3:33     |  |
| 12.                    | «No Way» | Victoria Monent · Lauren Jauregui · Dinah Jane              |               | 2:56     |  |
| 41:07                  |          |                                                             |               |          |  |

- Edición de lujo (Reino Unido)

| 7/27 — United Kingdom Deluxe Edition |                     |                                           |                   |          |  |
| N.º                                  | Título              | Escritor(es)                              | Productor(es)     | Duración |  |
| 13.                                  | «Worth It (No Rap)» | Hamilton Eriksen · Hermansen · Ori Kaplan | Stargate · Kaplan | 3:05     |  |
| 44:06                                |                     |                                           |                   |          |  |

- Edición de lujo (Japón)

| 7/27 — Japanese Deluxe Edition |                | |               |          |  |
| N.º                            | Título         | Escritor(es)                                                                                       | Productor(es) | Duración |  |
| 13.                            | «Big Bad Wolf» | Evan Kidd Bogart · Coffee · Andrew Goldstein · Eman T. Kiriakou · Lauren Jauregui · Normani Kordei |               | 3:19     |  |
| 14.                            | «1000 Hands»   | Adam Waldman · Jason "Poo Bear" Boyd · Georgia Ku · Ally Brooke                                    | Royal Z       | 3:20     |  |
| 47:40                          |                | |               |          |  |

## Posicionamiento en listas

### Semanales
| América           |                               |    |
| Estados Unidos    | Billboard 200                 | 4  |
| Canadá            | Canadian Albums (Billboard)   | 3  |
| Brasil            | Brazilian Albums Chart        | 80 |
| México            | Top 20 México                 | 1  |
| Asia              |                               |    |
| Corea del Sur     | Gaon Chart                    | 9  |
| Corea del Sur     | Gaon International Chart      | 6  |
| Japón             | Oricon Albums Chart           | 12 |
| Japón             | Billboard Japan               | 13 |
| Taiwán            | Taiwanese Albums (Five Music) | 3  |
| Europa            |                               |    |
| España            | Top 100 Álbumes               | 1  |
| Escocia           | Scottish Albums Chart         | 4  |
| Irlanda           | Irish Albums Chart            | 5  |
| Reino Unido       | UK Albums Chart               | 6  |
| Suecia            | Swedish Albums                | 26 |
| Países Bajos      | Dutch Albums                  | 7  |
| Portugal          | Portuguese Albums (AFP)       | 7  |
| Finlandia         | Suomen virallinen lista(AFP)  | 4  |
| Noruega           | Norwegian Albums              | 5  |
| Italia            | FIMI Albums Chart             | 3  |
| Suiza             | Swiss Albums Chart            | 2  |
| Austria           | Ö3 Austria Top 40             | 1  |
| Bélgica (Flandes) | Ultratop Albums Chart         | 2  |
| Bélgica (Valonia) | Ultratop Albums Chart         | 2  |
| Dinamarca         | Hitlisten                     | 6  |
| Alemania          | Offizielle Top 100            | 11 |
| Francia           | SNEP                          | 4  |
| Oceanía           |                               |    |
| Nueva Zelanda     | Top 40 Albums Chart           | 5  |
| Australia         | Australian Albums (ARIA)      | 5  |

## Certificaciones
| País             | Organismo certificador | Certificación | Simbolización | Ventas  | Ref.   |
| ---------------- | ---------------------- | ------------- | ------------- | ------- | ------ |
| Brasil           | Pro-Música Brasil      | 3× Platino    | 3▲            | 120 000 | [ 55 ] |
| Canadá           | CRIA                   | Platino       | ●             | 80 000  | [ 56 ] |
| Dinamarca        | IFPI — Dinamarca       | Oro           | ●             | 10 000  | [ 57 ] |
| Estados Unidos   | RIAA                   | Platino       | ▲             | 1 000   | [ 58 ] |
| Filipinas        | PARI                   | Platino       | ▲             | 15 000  | [ 59 ] |
| Indonesia        | IFPI - Indonesia       | Platino       | ▲             | 10 000  | [ 60 ] |
| México           | AMPROFON               | Platino       |               | 60 000  | [ 61 ] |
| Polonia          | ZPAV                   | Oro           | ●             | 15 000  | [ 62 ] |
| Reino Unido      | BPI                    | Oro           |               | 100 000 | [ 63 ] |
| Singapur         | RIAS                   | Oro           | ●             | 5000    | [ 64 ] |
| Taiwán           | RIT                    | Oro           | ●             | 5000    | [ 65 ] |
| 🇫🇷 Francia       | SNEP                   | Oro           |               | 50 000  |        |
| 🇮🇹 Italia        | FIMI                   | 2x Platino    |               | 100 000 |        |
| 🇳🇿 Nueva Zelanda | RIANZ                  | Platino       |               | 15 000  |        |